# René Marsiglia
René Marsiglia (Aubagne, 17 settembre 1959 – Cagnes-sur-Mer, 25 settembre 2016) è stato un allenatore di calcio, dirigente sportivo e calciatore francese, di ruolo difensore.

## Palmarès

### Giocatore

#### Competizioni nazionali
- Campionato francese di seconda divisione: 1

Nizza: 1993-1994